# Jason Gurka
Jason Isidore Gurka (né le 10 janvier 1988 à Houston, Texas, États-Unis) est un lanceur de relève gaucher qui a joué pour les Rockies du Colorado et les Angels de Los Angeles en Ligue majeure de baseball entre 2015 et 2017.

## Carrière
Jason Gurka est repêché par les Orioles de Baltimore au 15e tour de sélection en 2008. Il lance en ligues mineures avec des clubs affiliés aux Orioles en 2008, puis de 2010 à 2014. En 2015, il rejoint les Rockies du Colorado et est assigné aux mineures.
Gurka fait ses débuts dans le baseball majeur comme lanceur de relève des Rockies le 29 août 2015 face aux Pirates de Pittsburgh.